# Конвенція про заснування Всесвітньої організації інтелектуальної власності
Конвенція про заснування Всесвітньої організації інтелектуальної власності була підписана в Стокгольмі 14 липня 1967 року і змінена 2 жовтня 1979 року.
Мета організації:
- сприяти охороні інтелектуальної власності у всьому світі шляхом співпраці держав і у відповідних випадках у взаємодії з будь-якою іншою міжнародною організацією; 
- забезпечувати адміністративне співробітництво Союзів.
Функції організації: 
- сприяє розробці заходів, розрахованих на поліпшення охорони інтелектуальної власності в усьому світі і на гармонізацію національних законодавств в цій галузі;
- виконує адміністративні функції Паризького союзу, спеціальних Союзів, утворених у зв'язку з цим Союзом, і Бернського союзу; 
- може погодитися прийняти на себе адміністрацію по здійсненню будь-якої іншої міжнародної угоди, котра покликана сприяти охороні інтелектуальної власності, або брати участь в такій адміністрації; 
- сприяє укладенню міжнародних угод, покликаних сприяти охороні інтелектуальної власності; 
- пропонує свою співпрацю державам, запитуючою юридико-технічну допомогу в області інтелектуальної власності; 
- збирає і поширює інформацію, що відноситься до охорони інтелектуальної власності, здійснює і заохочує дослідження в цій області і публікує результати таких досліджень; 
- забезпечує діяльність служб, що полегшують міжнародну охорону інтелектуальної власності і в відповідних випадках здійснює реєстрацію в цій області, а також публікує відомості, що стосуються даної реєстрації;
- робить будь-які інші належні дії.

## Розташування
Штаб-квартира організації знаходиться в Женеві.
Рішення про її перенесення може бути прийнято Генеральною Асамблеєю, як це передбачено в статті 6 (3) (d) и (g). [Архівовано 7 грудня 2017 у Wayback Machine.]

## Набрання чинності
Ця Конвенція набирає чинності через три місяці після того, як десять держав - членів Паризького союзу і сім держав - членів Бернського союзу зробили дії, передбачені при цьому розуміється, що, якщо держава є членом обох Союзів, воно буде зараховано в обох групах. На цю ж дату Конвенція набирає чинності також у відношенні держав, які, не будучи членами жодного з двох Союзів, зробили дії, не пізніше, ніж за три місяці до цієї дати.

Стосовно будь-якої іншої держави справжня Конвенція набирає чинності через три місяці після дати, на яку таке держава зробила дії; при цьому розуміється, що, якщо держава є членом обох Союзів, воно буде зараховано в обох групах. На цю ж дату Конвенція набирає чинності також у відношенні держав, які, не будучи членами жодного з двох Союзів, зробили дії, не пізніше, ніж за три місяці до цієї дати.

Стосовно будь-якої іншої держави справжня Конвенція набирає чинності через три місяці після дати, на яку таке держава зробила дії.